# Клавдия Марцела Младша
Клавдия Марцела Млада (на латински: Claudia Marcella Minor; * ок. 39 пр.н.е.) е римска аристократка.

## Биография
Дъщеря е на Гай Клавдий Марцел Младши и Октавия Младша, племенница е на император Октавиан Август. Клавдия Марцела е сестра на Марк Клавдий Марцел и на Клавдия Марцела Старша.
Марцела се ражда след смъртта на баща си. Вероятно се омъжва първо за Игнот (Ignotus). След това се омъжва за Павел Емилий Лепид, суфектконсул на 34 пр.н.е., който е значително по-възрастен от нея. Тя му ражда син Павел Емилий Регил.
След смъртта на съпругът ѝ тя се омъжва за консулът през 12 пр.н.е., Марк Валерий Месала Барбат Апиан, (който е роден като Апий Клавдий Пулхер и умира през 12 г. пр.н.е.) и му ражда децата:
- Марк Валерий Месала Барбат, баща на Валерия Месалина, третата съпруга на император Клавдий;
- Клавдия Пулхра, която се омъжва за Публий Квинтилий Вар, големият губител на битката в Тевтобургската гора (битката на Варус).

В гроб до Рим са намерени списъци на робите и освободените роби на Клавдия Марцела.